# لعبة فيديو ألغاز

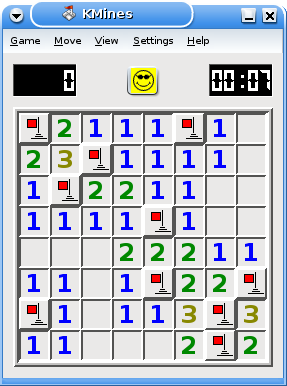
إحدى لعبة كانسة الألغام الشهيرة.

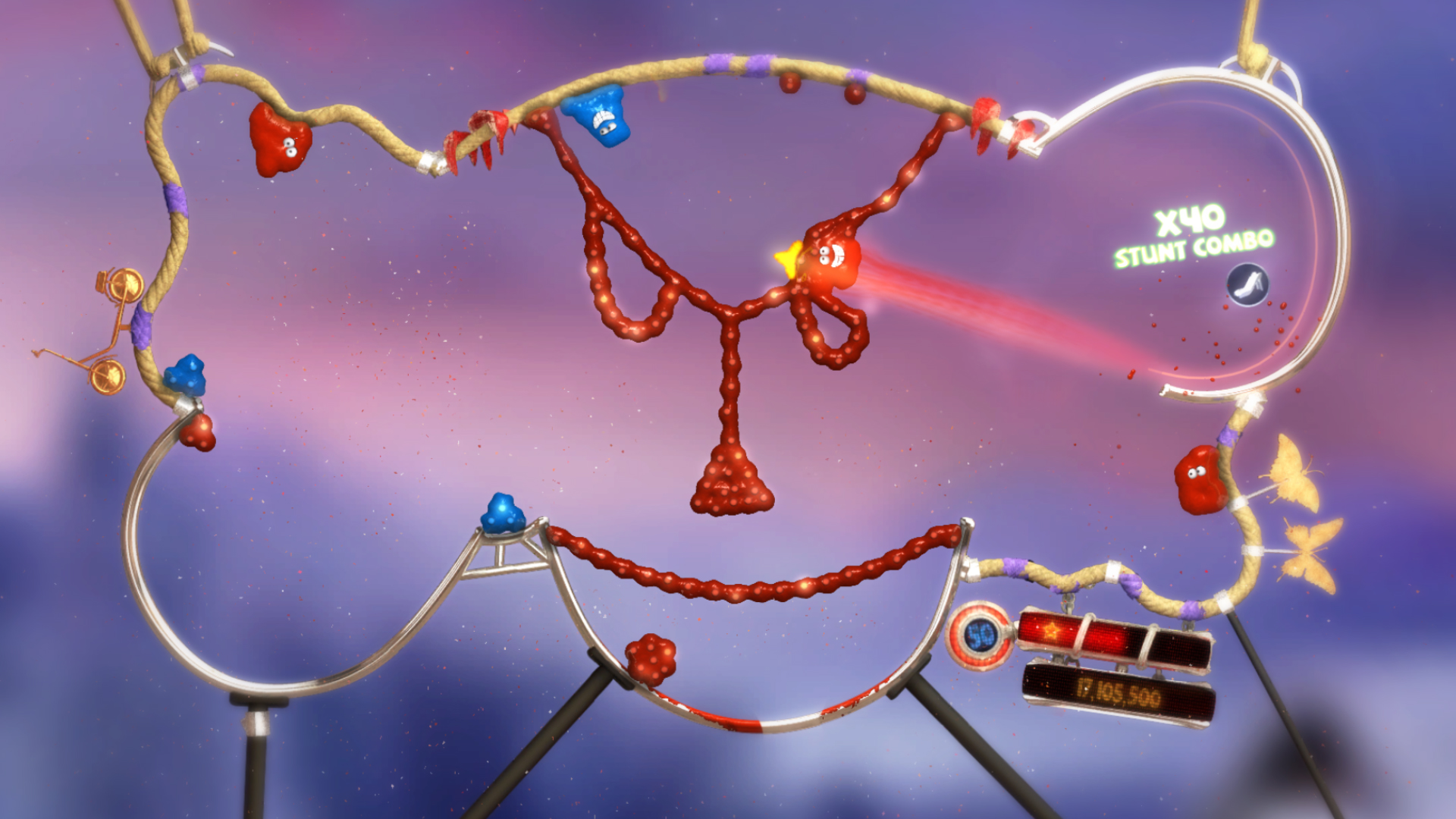
إحدى لعبة الألغاز الكوميدية "ذا سبلاتيرز".

لعبة ألغاز (بالإنجليزية: Puzzle video game)‏ كل لعبة ألغاز تختلف عن الألعاب الأخرى في طريقة اللعب، ولكن جميع الألعاب تحتوي على نوع من الألغاز المعقدة أو المتاهات أو الأحجيات.

## أشهر ألعاب الألغاز
- تيترس (TETRIS).
- بي جيويلد (Bejeweled).